# Carcharhinus borneensis
Lo squalo del Borneo (Carcharhinus borneensis [Bleeker, 1858]) è una specie di squalo della famiglia dei Carcarinidi; molto raro e poco conosciuto, vive nelle acque costiere poco profonde del Borneo e, forse, in altre aree del Sud-est asiatico. Raggiunge solamente 70 centimetri di lunghezza e si differenzia dalle altre specie del suo genere per avere pori allargati sopra gli angoli della bocca. Ha corpo snello, marrone sopra e bianco sotto, ed un lungo muso appuntito. Avvistato solo poche volte, la maggior parte delle quali prima del 1937, e pescato intensamente in tutto il suo areale, lo squalo del Borneo viene classificato dall'Unione Internazionale per la Conservazione della Natura (IUCN) tra le specie in pericolo critico.

## Tassonomia
Lo squalo del Borneo venne descritto per la prima volta nel 1858, col nome di Carcharias (Prionodon) borneensis, dall'ittiologo olandese Pieter Bleeker sulla comunicazione scientifica Acta Societatis Regiae Scientiarum Indo-Neêrlandicae. Bleeker basò la sua descrizione su un esemplare maschio immaturo lungo 24 centimetri catturato al largo di Singkawang (Borneo). Autori successivi hanno riconosciuto la sua appartenenza al genere Carcharhinus
. Le relazioni evolutive di questa specie sono incerte. Nel 1988 Leonard Compagno lo classificò in un gruppo fenetico informale comprendente lo squalo codapiccola (C. porosus), lo squalo macchienere (C. sealei), lo squalo codamacchiata (C. sorrah), lo squalo baleniere (C. fitzroyensis), lo squalo guanciabianca (C. dussumieri), lo squalo nasoduro (C. macloti) e lo squalo di Pondicherry (C. hemiodon).

## Distribuzione
La maggior parte degli esemplari conosciuti sono stati avvistati nelle acque costiere poco profonde del Borneo. Voci di presunti avvistamenti provengono da Giava, Filippine e Cina meridionale.

## Descrizione
Lo squalo del Borneo ha corpo sottile, muso lungo e appuntito e narici precedute da strette alette di pelle. Gli occhi sono piuttosto grandi e circolari, forniti di membrane nittitanti. Sugli angoli della bocca sono presenti corti solchi indistinti e al sopra di essi vi è una serie di pori allargati. Su ogni lato delle mascelle vi sono 11-12 file di denti. I denti superiori hanno un'unica cuspide stretta e obliqua con margini strettamente serrati e piccole cuspidi sul margine esterno. Quelli inferiori sono simili, ma più sottili e poco serrati. Le cinque paia di aperture branchiali sono brevi.
Le pinne pettorali sono brevi, appuntite e falcate. La prima pinna dorsale è leggermente più grande e triangolare, con apice smussato e margine posteriore sinuoso; è situata a livello del margine posteriore delle pinne pettorali. La seconda pinna dorsale è piccola e bassa ed è situata oltre la metà della base della pinna anale. Tra le due pinne dorsali non vi è nessuna cresta. La pinna caudale ha un lobo inferiore ben sviluppato ed un nodo ventrale ben sviluppato presso la punta del lobo superiore. Lo squalo del Borneo ha il dorso marrone, più scuro verso l'estremità della prima pinna dorsale e del lobo superiore della pinna caudale, e il ventre bianco. I margini delle pinne pettorali, pelviche ed anali sono più chiari. La lunghezza massima conosciuta è di 70 centimetri.

## Biologia
Non sappiamo nulla sulle abitudini dello squalo del Borneo. È viviparo come tutti gli altri membri della sua famiglia.

## Conservazione
Fino a poco tempo fa erano noti solamente cinque esemplari di squalo del Borneo, tutti quanti catturati prima del 1937. Studi successivi sul campo non riscontrarono alcuna presenza della specie nelle acque del Borneo e quindi venne dichiarata estinta, ma nel 2007 i ricercatori dell'Università del Sabah ne riscoprirono alcuni esemplari nelle pescherie del Sabah e del Sarawak. Lo squalo del Borneo è oggetto di una pesca accanita in tutto il suo areale, soprattutto a causa della crescente richiesta di pinne di squalo, e rimane una specie a elevato rischio di estinzione. L'Unione Internazionale per la Conservazione della Natura (IUCN) lo classifica tra le specie in pericolo critico.